# Lac Deschênes
Lac Deschênes är en sjö längs Ottawafloden i Kanada, på gränsen mellan provinserna Québec och Ontario (den franska formen är den officiella även i Ontario). Ottawafloden är här också huvudstaden Ottawas stadsgräns. Québecsidan tillhör Gatineau och Pontiac. Nedströms övergår Lac Deschênes i Rapides Deschênes. Uppströms är sjön inte lika klart avgränsad – Ontario drar gränsen där floden blir smalare vid Innis Point 7 km uppströms medan Québec räknar in ett vattenområde 30 km uppströms. Sjön och dess omgivningar utgör en Important Bird Area.